# Superfast!
Superfast! (também conhecido como Superfast & Superfurious) (Brasil: Super Velozes, Mega Furiosos ) é um filme de comédia produzido nos Estados Unidos, roteirizado e dirigido por Jason Friedberg e Aaron Seltzer. Trata-se de uma paródia a famosa franquia Velozes e Furiosos.

## Elenco
| Ator/Atriz | Personagem  | Referência |
| ---------- | ----------- | ---------- |
|            | Paul White  |            |
|            | Vin Serento |            |
|            |             |            |
|            |             |            |
|            | Jordana     |            |
|            |             |            |
|            |             |            |
|            |             |            |
|            |             |            |
|            |             |            |
|            |             |            |
|            |             |            |
|            |             |            |
|            |             |            |
|            |             |            |
|            |             |            |
|            |             |            |